# Mordellaria hesei
Mordellaria hesei es una especie de coleóptero de la familia Mordellidae.

## Distribución geográfica
Habita en Zululand.